# Knema elmeri
Knema elmeri är en tvåhjärtbladig växtart som beskrevs av Elmer Drew Merrill. Knema elmeri ingår i släktet Knema och familjen Myristicaceae. Inga underarter finns listade i Catalogue of Life.